# قلعة فاروز (قفل شمر)

تعديل مصدري - تعديل

قلعة فاروز هي إحدى قرى عزلة بني جل بمديرية قفل شمر التابعة لمحافظة حجة، بلغ تعداد سكانها 310 نسمة حسب تعداد اليمن لعام 2004.